# براكاش جون
براكاش جون (بالإنجليزية: Prakash John)‏ هو موسيقي أمريكي وكندي، ولد في 1 أغسطس 1947 في مومباي في الهند.

## وصلات خارجية
- براكاش جون على موقع IMDb (الإنجليزية)
- براكاش جون على موقع ميوزك برينز (الإنجليزية)
- براكاش جون على موقع أول ميوزيك (الإنجليزية)
- براكاش جون على موقع ديسكوغز (الإنجليزية)